# Джулиано, Сальваторе
Сальваторе «Тури» Джулиано (итал. Salvatore Giuliano; 16 ноября 1922, Сицилия — 5 июля 1950, там же) — сицилийский бандит и сепаратист. Его сравнивали с Робин Гудом.
Из-за внешних данных привлёк внимание журналистов и фигурировал на обложках журналов.

## История
2 сентября 1943 года, когда союзные войска высадились на Сицилии, убил карабинера и с этого начал свою криминальную карьеру.
Из горных укрытий члены отряда Джулиано совершали набеги, грабя, убивая и захватывая заложников. Сицилийские сепаратисты возвели его в ранг полковника своей армии. Бродячие певцы слагали баллады в его честь, пока во время первомайского праздника 1947 года его люди не обстреляли толпу демонстрантов.
Был сицилийским сепаратистом.
Предательство двоюродного брата позволило карабинерам подстеречь его утром 5 июля 1950 года: согласно официальной версии, он был застрелен при сопротивлении аресту. Однако, согласно журналистскому расследованию, был предан и убит соратником.
В 2010 году была опубликована книга воспоминаний внука Джулиано, Пино Шортино Джулиано, в которой тот утверждает, что его дед в пятидесятые годы прошлого века бежал в США, где и скончался в 2013 году. По словам внука, Сальваторе Джулиано дважды приезжал инкогнито в родные места на похороны матери и сестры. По поводу убийства деда внук заявил, что был убит и похоронен двойник, которых у Джулиано было несколько. Ряд судмедэкспертов придерживаются аналогичного мнения, ссылаясь на явные расхождения во внешности Сальваторе Джулиано и человека, убитого в результате операции властей в 1950 году в Кастельветрано.

## В литературе
- В 1984 вышел в свет роман Марио Пьюзо «Сицилиец». Книгу принято считать продолжением «Крёстного отца».

## В кинематографе
- Фильм «Сальваторе Джулиано» (итал. «Salvatore Giuliano»), 1962 год. Режиссёр: Франческо Рози[11].
- Фильм «Сицилиец», 1987 год. В жанре «боевик, драма, криминал» представлена хроника жизни разбойника Сальваторе, который якобы грабил землевладельцев и раздавал деньги бедным крестьянам. Он мечтал сделать Сицилию очередным американским штатом[12]. Кристофер Ламберт сыграл «итальянского Робин Гуда», который нашёл в себе мужество пойти против церкви и мафии в попытке сделать Сицилию независимой от Италии[13].